# Блудов (Кутна Хора)
Блудов (чеш. Bludov) је насељено мјесто са административним статусом сеоске општине (чеш. obec) у округу Кутна Хора, у Средњочешком крају, Чешка Република.

## Становништво
Према подацима о броју становника из 2014. године насеље је имало 30 становника.